# Au cabaret
Au cabaret je francouzský němý film z roku 1899. Režisérkou je Alice Guy (1873–1968). Film trvá necelou minutu a obsahuje jak komický tak vzdělávací rozměr (nebezpečí alkoholismu).
Alice Guy se pravděpodobně inspirovala snímkem Une partie de cartes (1896) od Georgese Mélièseho nebo snímkem Partie d'écarté (1895) od Louise Lumièra.

## Děj
Tři muži spolu popíjí víno a hrají na terase kabaretu karty. Dva z nich se rozzuří a porvou se. Třetí padá na zem. Číšník zvedne ze země třetího hráče a ten se snaží oba rváče držet od sebe.